# Augusta Hure
Georgie Augusta Hure, de son nom de plume Savinienne Delavanne, ou simplement Augusta Hure, née à Sens le 8 septembre 1870 et morte le 12 janvier 1953 dans la même ville, est une géologue, préhistorienne, archéologue et conservatrice de musée française. Elle est la première femme nommée à la direction d’un musée en France et est surnommée « le maître de l'archéologie du Sénonais ».
Ses œuvres se poursuivent sur plus de 50 ans, incluant plusieurs livres, plus d’une centaines de mémoires et notes, et 85 articles de presse.

## Biographie

### Enfance et jeunesse
Elle est née le 8 septembre 1870 à Sens. Sa famille de vignerons et de marchands de vin connaît une crise à cause du phylloxéra, puis de la mort de son père à ses 13 ans, la laissant seule avec ses deux frères à la charge de sa mère.
Obligée de travailler pour subvenir aux besoins de ses enfants, sa mère ouvre un commerce de modiste. Nécessitant de l’aide, elle engage sa fille qui doit interrompre des études pour lesquelles elle est douée.

### Premières publications
Revendu en 1898, ce commerce est prospère et permet à la famille de partir chaque année de 1895 à 1907 en villégiature en plusieurs lieux en France. C'est l’occasion pour Augusta d’écrire des carnets de voyage, dont les comptes-rendus concernent les monuments, la géologie et l’histoire des lieux visités, souvent illustrés de dessins et augmentés d’impressions personnelles.
Dès 1909, elle publie des articles et des chroniques dans Le journal de l’Yonne. Elle prend pour signer le nom de plume Savinienne Delavanne construit d’après la féminisation du prénom de père, Savinien, et d’après la Vanne, qui se jette dans l’Yonne à Sens.
Néanmoins, c’est la géologie qui l’intéresse et dès 1906, elle publie dans La feuille des jeunes naturalistes et devient membre de la Société des sciences historiques et naturelles de l'Yonne en 1907. Elle y entre notamment pour contacter Alphonse Péron, alors président de ladite société, afin de lui soumettre ses travaux qu’il remarque et  dans lesquels il décèle les qualités de géologue d’Augusta. Il l’aide rapidement en lui proposant de faire publier ses travaux dans le Bulletin de la Société des sciences historiques et naturelles de l'Yonne dès 1907.

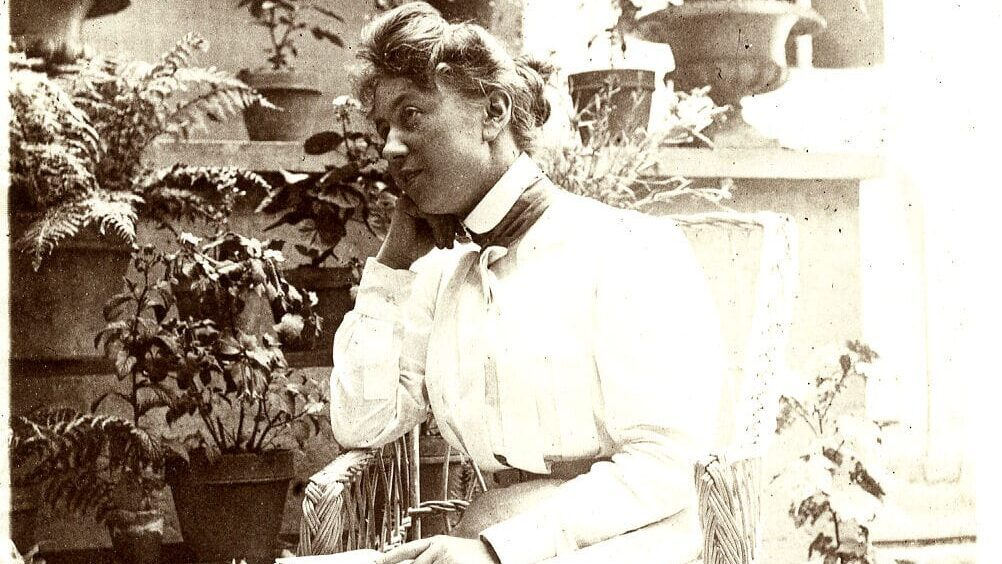
Augusta Hure assise avec un livre dans son jardin.

Alphonse Péron l’aide également à se faire un réseau scientifique. Elle y rencontre d’ailleurs cette même année Alexandre Parat, pionnier de l’archéologie en Yonne, avec qui elle échange de nombreuses lettres et surtout de nombreux colis d’ossements à identifier. Ce dernier l’amène à faire la connaissance de Jeanne Amé, pianiste talentueuse et également membre de la société depuis peu (1906), qui devient son amie et dont elle partage la passion de l’instrument.
En 1908, elle publie dans le Bulletin de la Société des sciences historiques et naturelles de l'Yonne : Poche de remplissage dans la craie (ossements recueillis) et Le préhistorique dans le Sénonais, sur la rive gauche de l’Yonne. Cette dernière surprend par sa structure de qualité et sa concision. Et par la suite, elle diffuse annuellement une communication sur ses recherches en géologie et en archéologie dans les vallées sénonaises de l’Yonne et de la Vanne, ainsi que dans les communes de Malay-le-Petit, Malay-le-Grand et Michery.
Dès décembre 1909, elle fait un grand voyage en Italie qui commence à Gênes, où elle reste jusqu’à la fin janvier 1910, réside à Florence de février à mars de la même année, pour finir à Venise en mars 1910. À la suite de quoi elle publie son premier livre L’Italie et ses beautés : esquisses d’études et d’impressions, mais il n'est commercialisé qu’après la Première Guerre mondiale, où il est reçu avec enthousiasme par le lectorat et notamment des archéologues et Maurice Prou, à l’époque directeur de l’École des Chartes.

### Implication scientifique et Première Guerre Mondiale
Ses publications qualitatives et sa découverte du phosphate de chaux dans la craie des environs de Sens, publiée en 1912,, lui valent d’être admise en tant que membre en 1913 à la Société géologique de France (SGF) et à la Société préhistorique française. Sa découverte est même primée en 1916 par la médaille d’argent de la SGF. En effet, ce gisement mis à jour à Saint-Martin-du-Tertre voit rapidement l’implantation d’une usine de phosphate qui fabrique des engrais chimiques. En période de guerre cette usine fournit également les aciéries de Decazeville pour la fabrication de fontes spéciales, indispensables à l’armement.
Elle réagit beaucoup à la Première Guerre mondiale dans ses carnets et notamment les deux premières années du conflit. Impliquée dès 1914 en tant qu’infirmière, elle écrit sur la condition des soldats et de l’entrée de l’Italie dans la guerre. Elle devient ensuite sous-directrice d’un des huit hôpitaux de guerre de la ville de Sens jusqu’à l’Armistice.
Ce dévouement lui vaut d’être récompensée des palmes d’or par le ministère de la Guerre, ainsi qu'une reconnaissance de la part de la Croix-Rouge française et de l’Union des femmes de France.

En 1918, toutefois, elle ne fait aucune publication scientifique, car elle prend le temps de préparer la communication de 73 pages Origine et formation du fer dans le Sénonais. Ses exploitations et ses fonderies dans l’Yonne qui parait en 1919 et fait date sur le sujet.

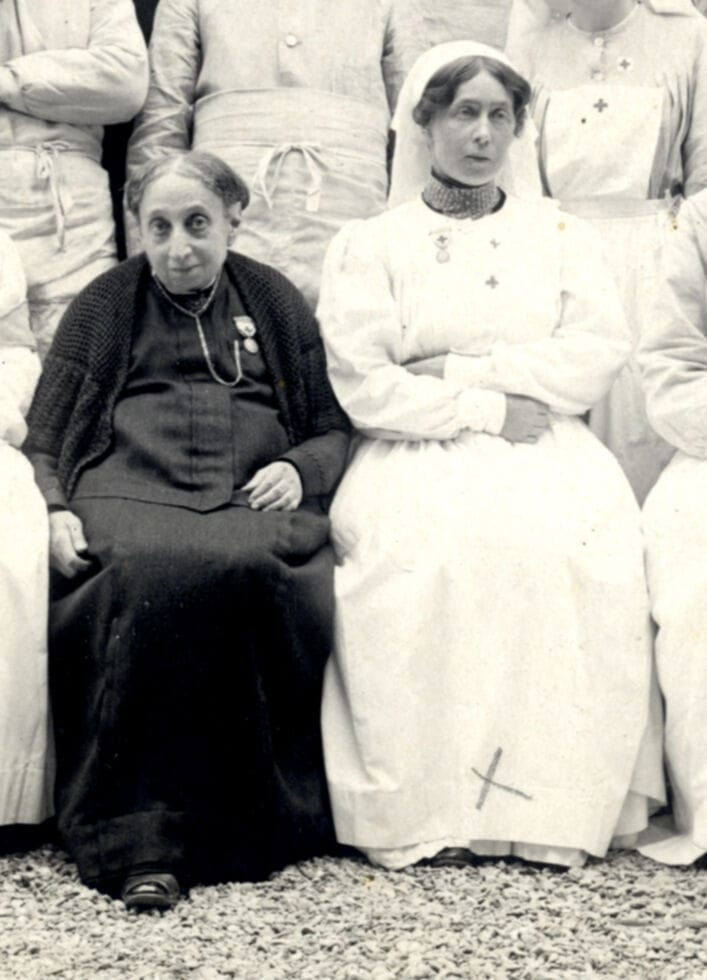
Augusta Hure (en blanc) à côté de Léontine Vermiglio.
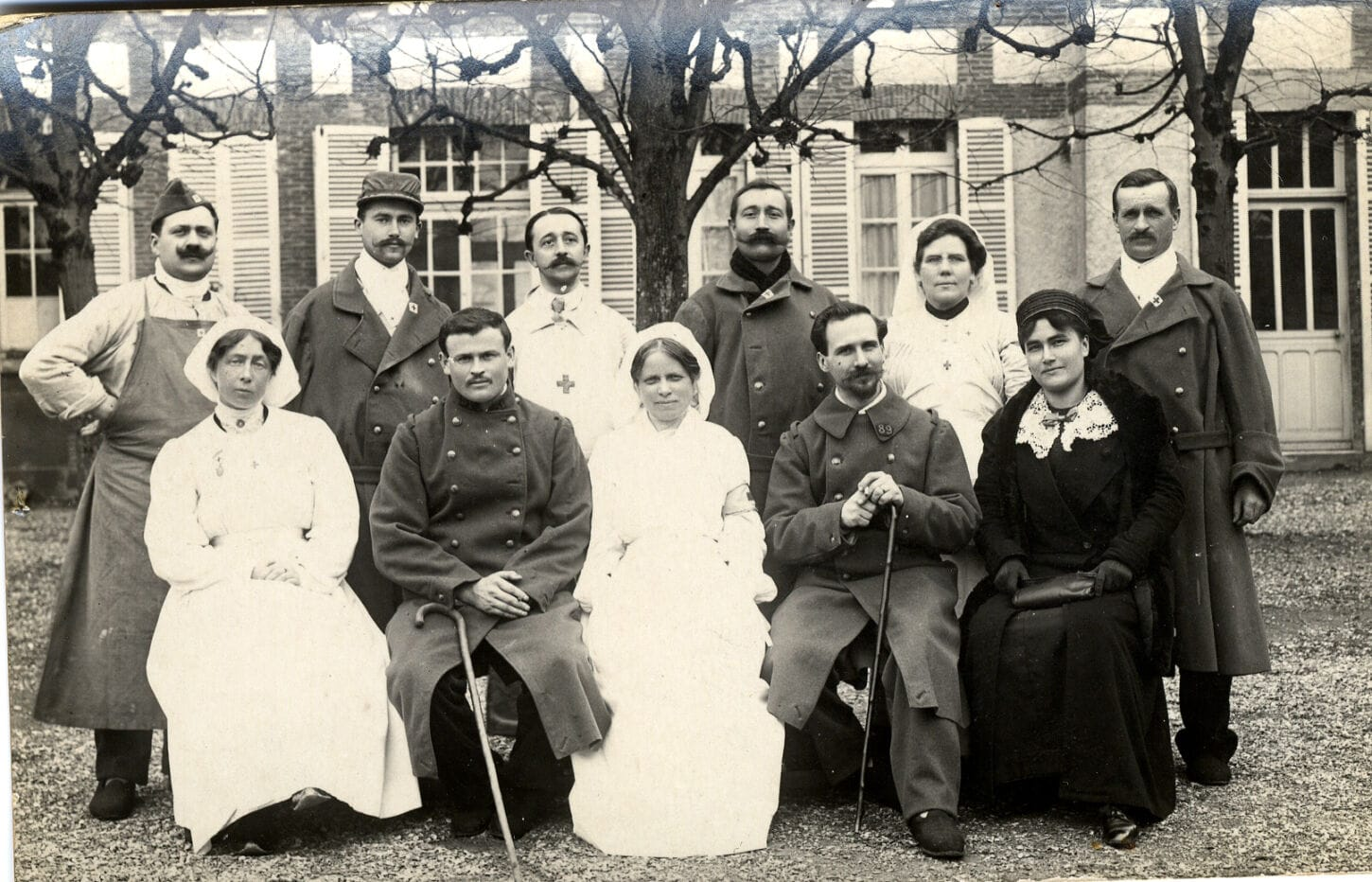
Augusta Hure dans une photo de groupe, elle est sous-directrice de l’hôpital 105 de Sens.

### Conservatrice et scientifique

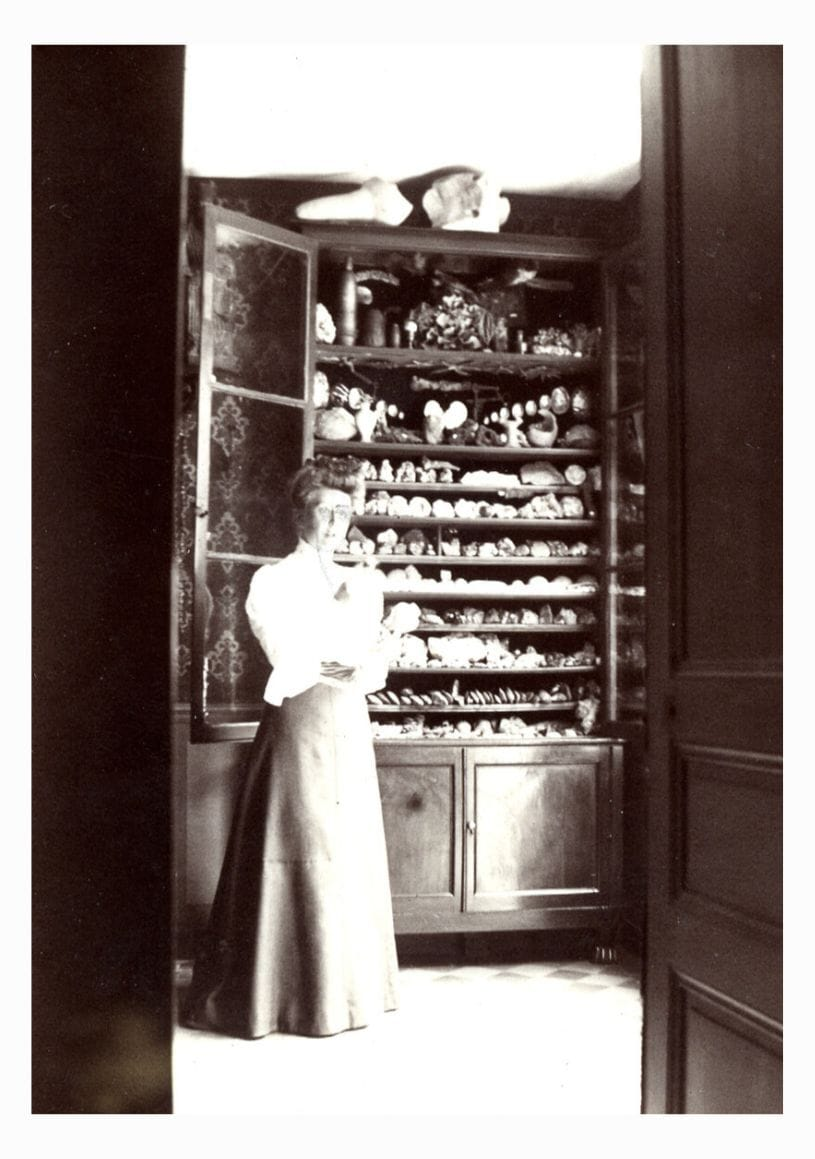
Augusta Hure devant sa collection de silex préhistorique.

Le 7 juillet 1920, elle est nommée conservatrice du Musée municipal de Sens et du Musée Jean Cousin par le maire de Sens, Lucien Cornet, à la suite de la retraite du docteur René Moreau. Elle a été choisie, à la surprise générale, car ses liens avec les professionnels et les amateurs éclairés lui assurent une reconnaissance solide. Elle est alors la première femme nommée à ce poste en France et assure ses fonctions, à titre bénévole, jusqu'à sa mort en 1953. Pour l’obtention de la direction, le maire dut obtenir l’autorisation du préfet et exigea qu’elle soit dispensée d’examen car elle n’était pas diplômée d’une université mais autodidacte.
En 1921, elle publie Le Sénonais préhistorique, premier volume de 550 pages d’un triptyque sur la préhistoire et l’antiquité de la région. Traitant l’ensemble de ses travaux concernant la période du paléolithique au néolithique. En parallèle, elle se concentre sur l’inventaire et l’historique d’un ensemble d’objets napoléoniens issu du legs de Louis-Étienne Saint-Denis. L’année suivante, elle tenta avec pugnacité d’acquérir l’Eva prima Pandora de Jean Cousin l'Ancien pour son musée, mais cela ne suffit pas et c’est la Société des amis du Louvre qui en fit l’acquisition.
Durant cette période d’entre-deux guerres, elle publie activement au sein de la société des sciences de l’Yonne et fait une communication reconnue au congrès de l’ABSS à Auxerre en 1925 au sujet d’un chapelet portant une double croix et une pointe de flèche en silex découverts à Guerchy.
En 1931, sort le deuxième tome de son grand triptyque Le Sénonais aux Âges du bronze et du fer, qui sera récompensé par l’Académie des inscriptions et belles-lettres. Elle était, à cette époque, correspondante auprès du Ministère de l’Instruction publique. Le troisième volume, Le Sénonais gallo-romain, fut publié en 7 feuillets à partir de 1936 dans le bulletin de la société des sciences de l’Yonne. L’ensemble des trois ouvrages ne sera publié qu’en 1978, bien après sa mort.
Passionnée par sa fonction, elle se professionnalise et réaménage le musée. Elle l’enrichit avec des collections de minéralogie, de silex, ainsi qu’un grand nombre d’objets préhistoriques et gallo-romain. De même, elle gère l’inventaire, devenu obligatoire en 1948. Elle s’occupe également des visiteurs et visiteuses en réalisant des visites guidées. Son implication administrative est consciencieuse et publie des comptes-rendus de l’activité du musée et le défend au sein de la ville. 
En 1949, elle est nommée membre d'honneur de la Société archéologique de Sens.

### Fin de vie
Dès les années trente, on lui promit la Légion d’honneur, mais elle ne l’a reçue qu’en 1952, sur son lit d’hôpital, de la part du politicien Léon Noël.
Augusta Hure resta, jusqu’à la fin de sa vie, conservatrice bénévole des musées de la Ville de Sens, et fait de cette dernière sa légataire universelle. Ses biens furent donnés aux musées, dédiés à leur enrichissement et leur entretien. Elle reçut pour cela le titre de Bienfaitrice de la Ville de Sens.
Elle décède le 12 janvier 1953,. Ses obsèques, qualifiée de modestes, ont lieu à la chapelle de l’hôpital et rassemble la municipalité, la Société archéologique de Sens et ses amis.

## Œuvres
Passionnée par les sciences et les arts, Augusta Hure ne cessa de partager ses réflexions et ses découvertes. Bien que confrontée en permanence à un milieu sexiste, elle réussit néanmoins à être reconnue pour ses travaux qui faisaient référence en France et à l’étranger. Elle publia plus de 160 mémoires et notes et près de 100 articles de presse sous le nom de Savinienne Delavanne.

### Liste de ses livres
- L’Italie et ses beautés : esquisses d’études et d’impressions, 1913
- Le Sénonais préhistorique, 1921
- Le Sénonais aux âges du bronze et du fer, 1931

- Le Sénonais gallo-romain, 1936

### Listes des périodiques
- Bulletins de la Société des Sciences historiques et naturelles de l’Yonne, années 1906 à 1944
- Le journal de l’Yonne

## Récompenses et distinctions
- 1916 - Médaille d'Argent de la Société géologique de France, à la suite de sa découverte des gisements de phosphates du Sénonais
- 1922 - Prix Godard de la Société d'anthropologie de Paris pour son étude sur l’Origine et les exploitations du fer dans l'Yonne[13]
- 1923 - Mention de l'Académie des inscriptions et belles-lettres
- 1924 - Prix Saint-Reine de la Commission des antiquités de la Côte d'Or, attribué au Sénonais préhistorique
- 1932 - Mention de l'Académie des inscriptions et belles-lettres décernée au Sénonais à l'âge du bronze et du fer.
- 1952 -  Chevalier de la Légion d'honneur[14]

Nommée en :
- 1927 - Correspondante du Ministère de l’Instruction publique
- 1928 - Déléguée départemental de la Société préhistorique française
- 1937 - Correspondante de la commission des Monuments Historiques (Section préhistoire)
- 1941 - Inspectrice des statues du département de l'Yonne
- Titulaire des Palmes d'Or du ministère de la Guerre au titre d'attachée à la direction de l'hôpital militaire temporaire no 105 à Sens, pendant la guerre 1914-1918.
- Officier d'Académie en 1921 et Officier de l'Instruction publique en 1930

## Postérité
En 1959, la ville de Sens nomma une rue en son honneur dans les nouveaux quartiers sud.
Une exposition nommé « Augusta Hure, une femme au musée » a eu lieu aux musées de Sens dans la Salamandre du samedi 19 septembre 2015 au lundi 11 janvier 2016.

### Archives
- Ses archives sont conservées au sein du C.E.R.E.P. et font partie de la collection des musées de Sens